# Paul Arzens
Pour les articles homonymes, voir Arzens.
Paul Arzens, né le 28 août 1903 à Paris et mort le 2 février 1990 dans la même ville, est un créateur et designer industriel français.
Il est connu pour ses automobiles construites à partir de 1938 et pour ses nombreuses réalisations dans le domaine ferroviaire (style et livrées de matériels roulants), de la Libération au milieu des années 1970.

## Biographie
Paul Jean Arzens naît le 28 août 1903 dans le 17e arrondissement de Paris. Ses parents — son père est employé de banque et sa mère sans profession — demeurent au no 82 du boulevard des Batignolles.
Après une formation à l'école des Beaux-Arts de Paris , Paul Arzens vit les débuts de la prise en compte du facteur esthétique appliqué aux machines, qu'il intègre à ses propres recherches. Pourtant, il n'envisage pas de débouché concret aux premiers dessins de matériel ferroviaire qu'il réalise pour son plaisir dans les années 1930 et au début des années 1940. Son appartement et son atelier se font face, 73 rue de Vaugirard à Paris. Le 12 juin 1948 il épouse Françoise Duvergie (1919-2015) à la mairie du 6e arrondissement.
Paul Arzens meurt le 2 février 1990, à l'âge de 86 ans dans le 6e arrondissement.

## Réalisations

### Automobile et aviation
Il dessine des avions futuristes et fabrique lui-même plusieurs voitures concept car, dont les plus célèbres sont La Baleine, réalisée en 1938 sur un châssis de Buick, L'Œuf électrique, construite en 1942, et sa Peugeot 402 Paul Arzens (1946). Réalisée en aluminium et surmontée d'une sphère en plexiglas, cette voiture illustre la volonté d'approcher la forme idéale de l'œuf. Elle est équipée d'un moteur électrique avec cinq batteries totalisant 300 kilogrammes pour une autonomie de 100 kilomètres et une vitesse de pointe de 70 km/h. Le plexiglas est alors une matière synthétique fabriquée en France par Alstom sous licence, ce qui explique les liens privilégiés qu'Arzens noue avec cette firme dès ce moment.

Automobiles
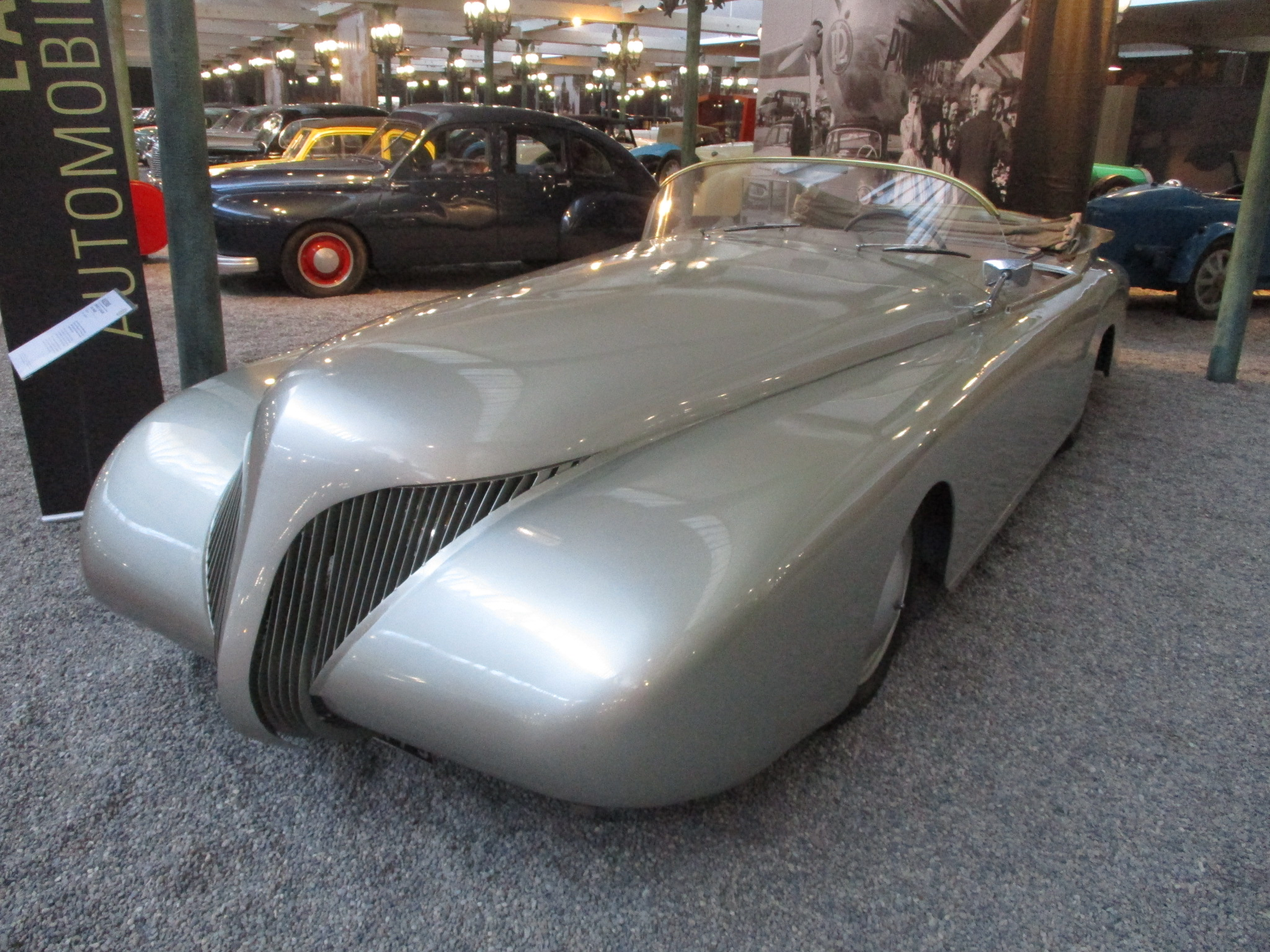
La Baleine (1938) Cité de l'automobile de Mulhouse.
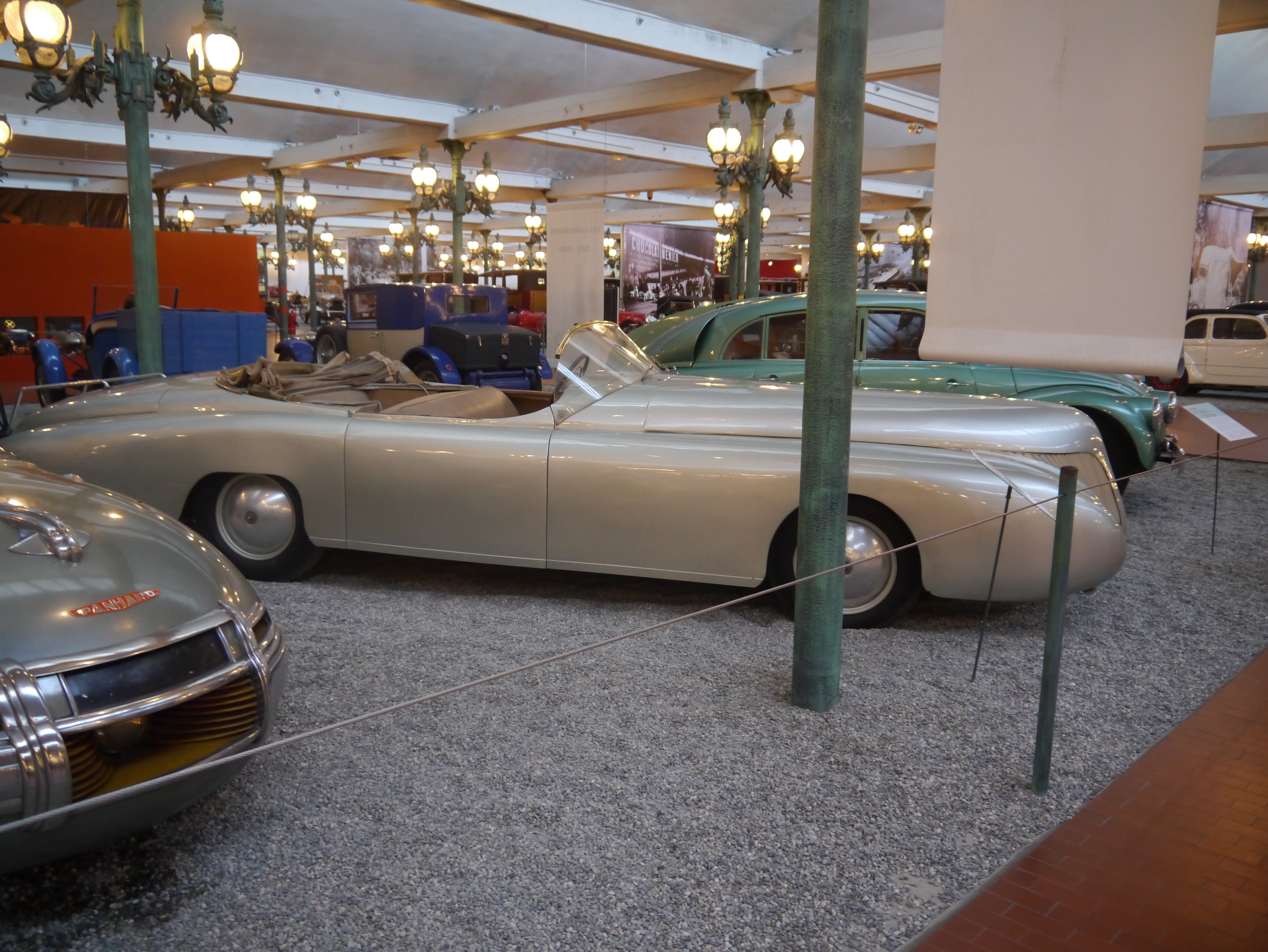
La Baleine (1938).
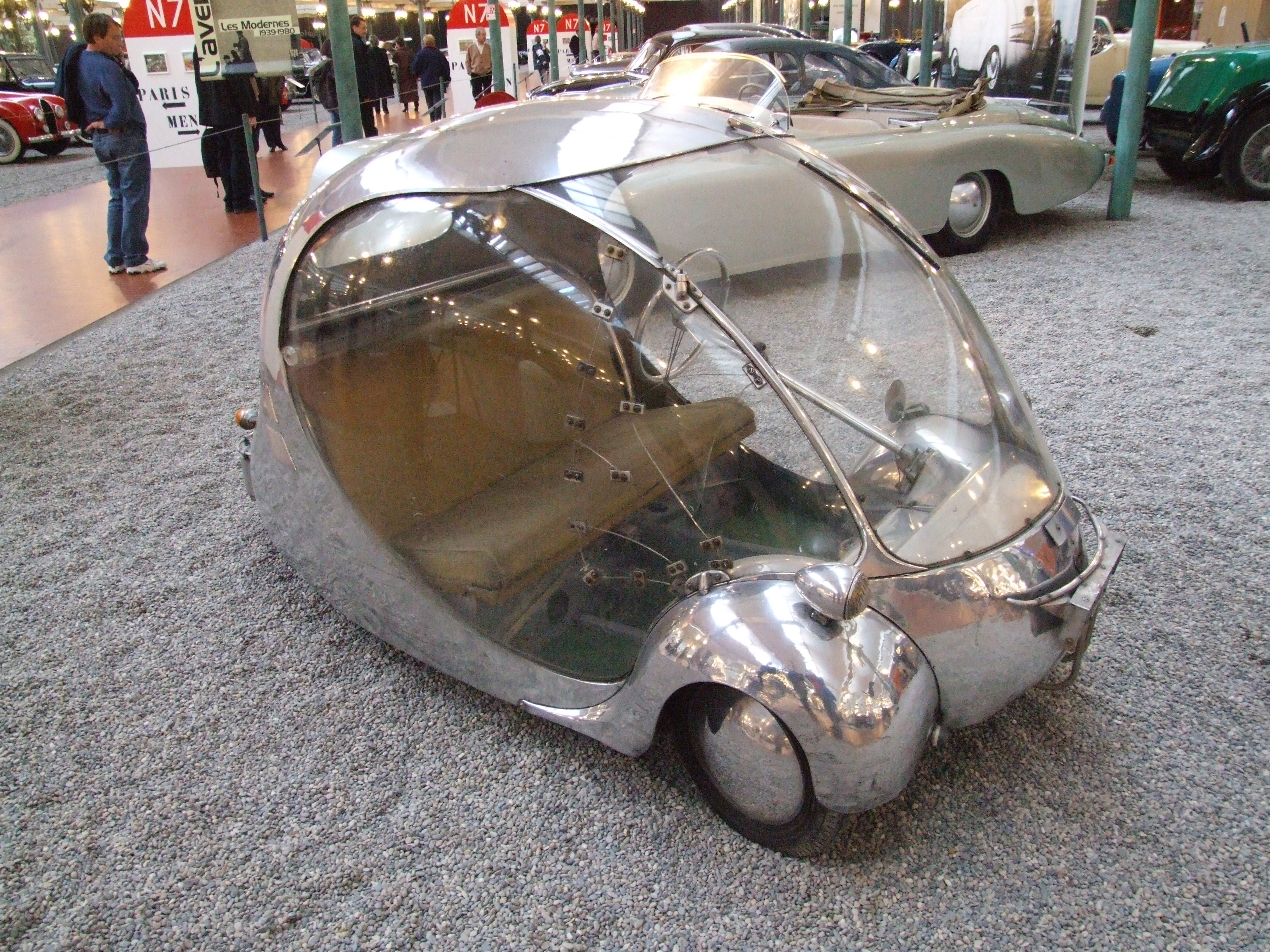
L'Œuf électrique (1942) Cité de l'automobile de Mulhouse.
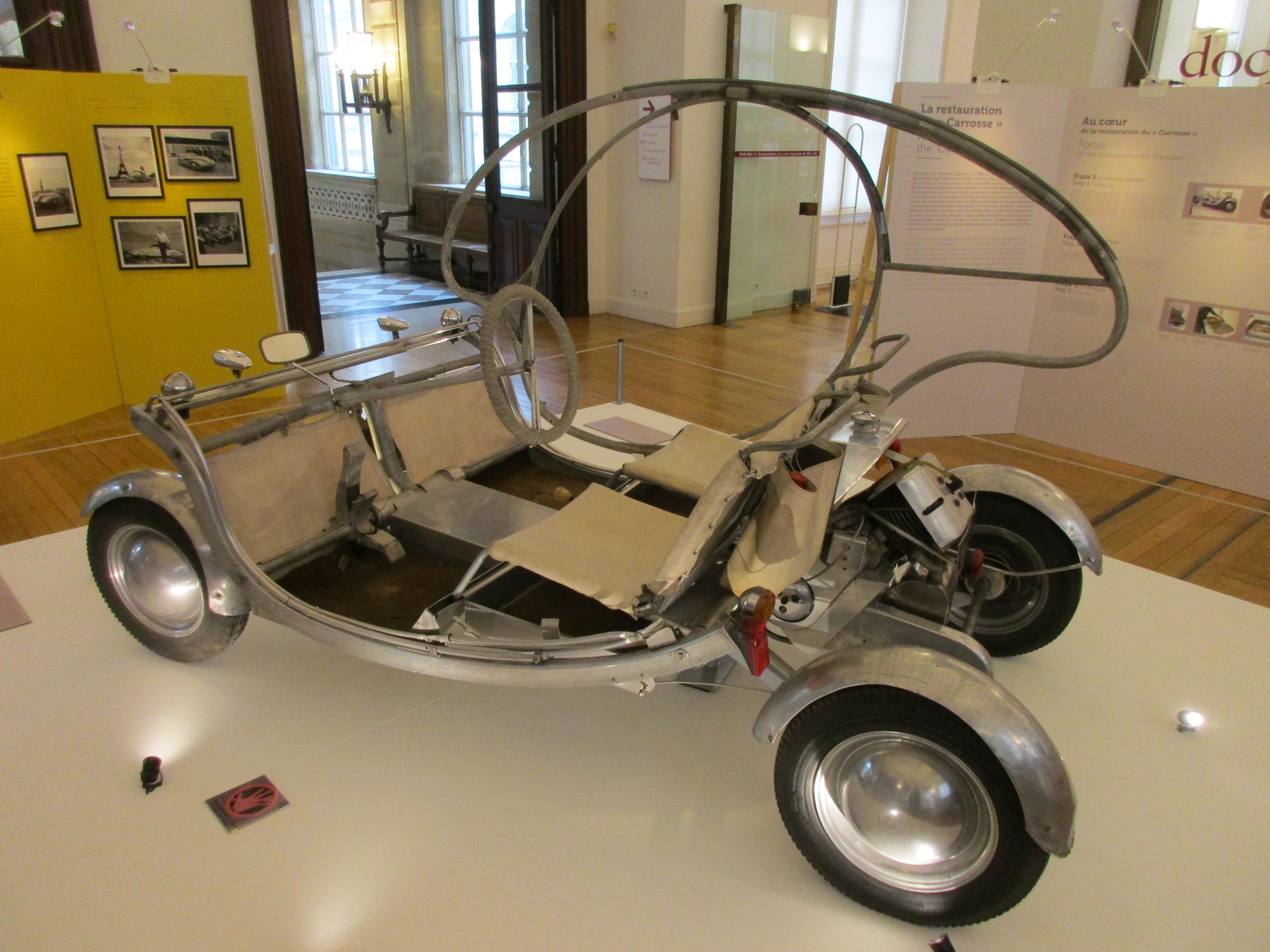
Le Carrosse (1951) musée des Arts et Métiers de Paris

En 1944, Paul Arzens aménage en avion de transport VIP un bombardier Boeing B-17 Forteresse Volante dont le général Eisenhower, chef d'état-major des forces Alliées en Europe, avait fait don au général Koenig, alors gouverneur militaire de Paris. Avec l'aide d'ouvriers du constructeur aéronautique Caudron, Paul Arzens commence par retirer à l'avion trois tonnes d'armement et de blindage. Il remplace le nez de l'appareil et la tourelle arrière par des profilés plus aérodynamiques en plexiglas. Dans le fuselage, il aménage une chambre avec deux divans, un salon-salle à manger avec 4 tables pliantes et 12 sièges. Les divans sont réalisés avec du tissu de sièges d'automobile. Un téléphone relie le salon au poste de pilotage. Avec cet avion, le général Koenig fait quelques voyages au Maroc et en Algérie, puis cède l'avion à l'ambassadeur français en Allemagne. Accidenté lors d'un atterrissage, l'avion est pris en compte par l'Institut géographique national, ramené en France et réparé, mais part à la casse quelques mois plus tard, car l'IGN possède déjà une quinzaine de B-17, plus qu'il ne lui en faut pour ses travaux.
En 1993, le Conservatoire national des arts et métiers a pu recevoir les voitures créées par Paul Arzens, dont l'« Œuf électrique » et le « Carrosse », grâce à une dation. La Baleine et L'Œuf électrique sont exposés à la Cité de l'automobile de Mulhouse.

### Matériel ferroviaire
Du milieu des années 1940 aux premiers projets de trains à grande vitesse, à la fin des années 1960, Paul Arzens est l'interlocuteur privilégié d'Alsthom puis de la Société nationale des chemins de fer français (SNCF) en matière de design et de décoration. On lui doit ainsi un grand nombre de décorations pour diverses séries de locomotives ou de voitures. Il effectue des essais sur des modèles réduits du commerce à l'échelle HO qu'il teste en mouvement sur le réseau de son atelier de la rue de Vaugirard à Paris, agrémenté d'un décor peint de sa main. Il vérifie ainsi la manière dont la future livrée du Capitole s'intègre dans le paysage. Si besoin, il fabrique lui-même des modèles réduits en laiton pour tester les formes des engins qu'il conçoit.
En même temps que des maquettes automobiles, le Conservatoire national des arts et métiers a reçu, par la même donation, des maquettes ferroviaires.

#### Locomotives électriques
Paul Arzens réalise le design et conçoit la livrée des prototypes CC 7001-7002 construits en 1949, puis de la série des CC 7100 qui en découle. Toutefois, il semble avoir travaillé sur ce projet dès 1944, bien avant y avoir été invité par le constructeur Alsthom.
Dès 1937, il a l'idée de concevoir des cabines de conduite avec une face très légèrement arrondie ainsi qu'un vitrage panoramique développé sur les faces latérales. Ces propositions sont reprises, à partir de 1957, sur les locomotives de la grande famille des « BB Jacquemin » : BB 9200, BB 16000 et BB 25200.
Adaptant la forme des locomotives à pare-brise incliné construites par Alsthom pour les chemins de fer de Finlande, il met au point, sur les locomotives de la série CC 40100, une nouvelle forme de face frontale qui s'inspire, dit-il, de la position du « sprinter dans son starting block » ou encore du skieur prenant de la vitesse dans la position dite de schuss. Cette forme particulière est à l'origine d'une famille de locomotives surnommées les Nez cassés. La décoration des CC 6500 et 21000 ainsi que celle des BB 15000, dite livrée « TEE Grand Confort », est déclinée sur les voitures Grand Confort ce qui permet la formation de rames visuellement homogènes.
Il imagine pour la série des BB 17000 la livrée « béton » alliant le gris et l'orange, qu'il souhaite harmoniser avec celle des voitures de banlieue à deux niveaux. Cette décoration est étendue à de très nombreuses séries de locomotives électriques.

Locomotives électriques.
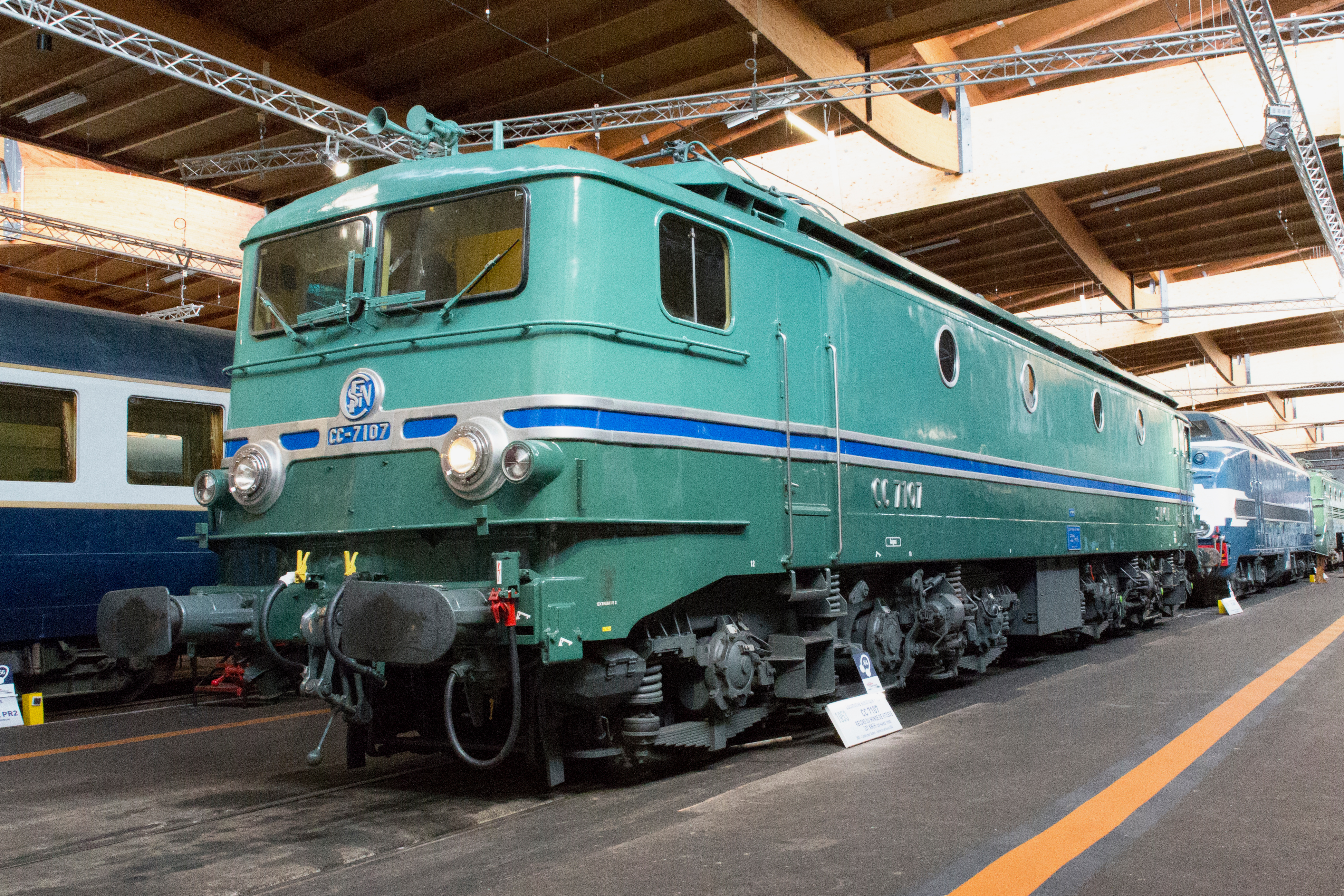
Locomotive CC 7107 (record du monde de vitesse sur rail 1955).
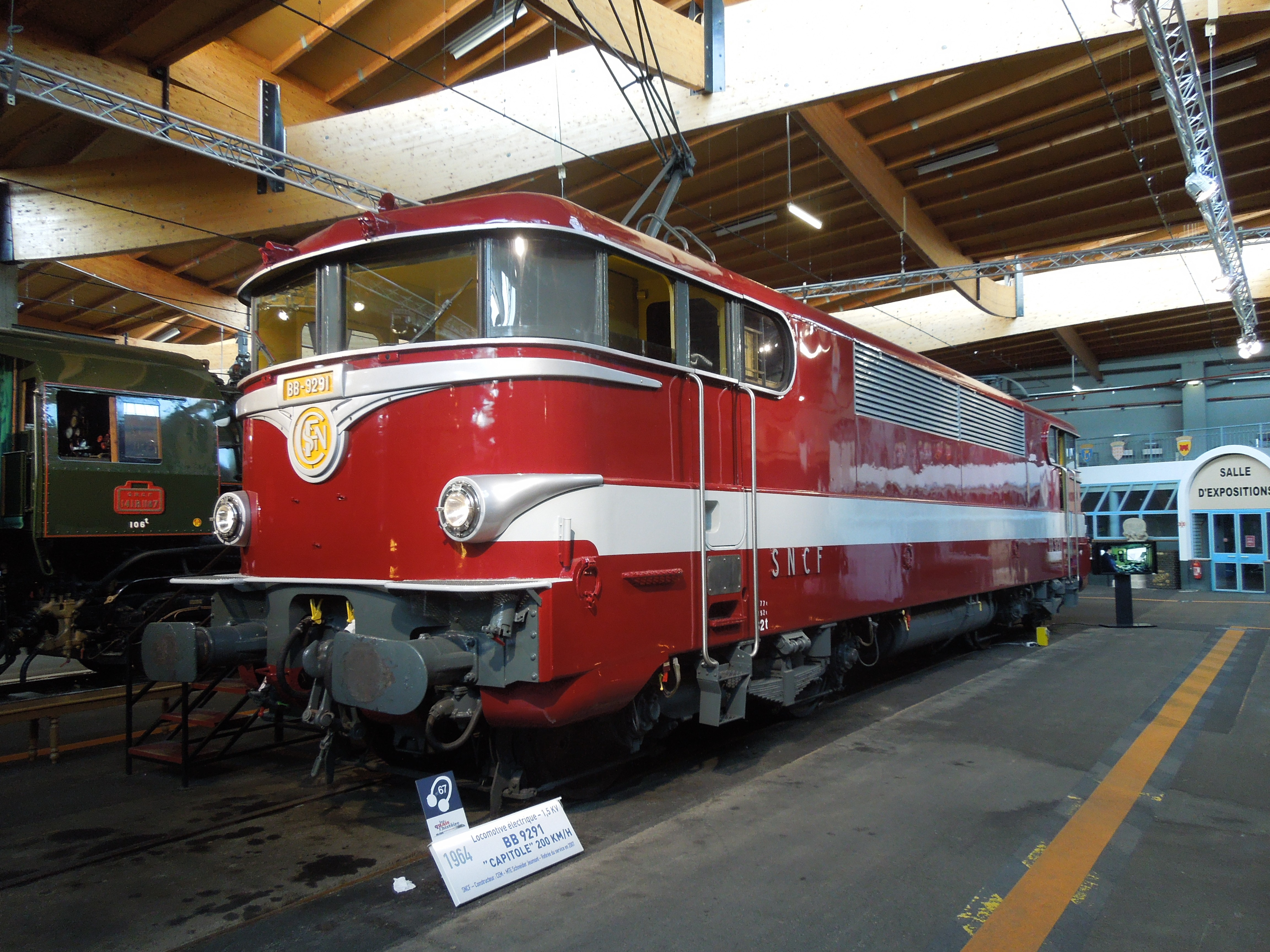
Locomotive BB 9200 en livrée « Capitole ».
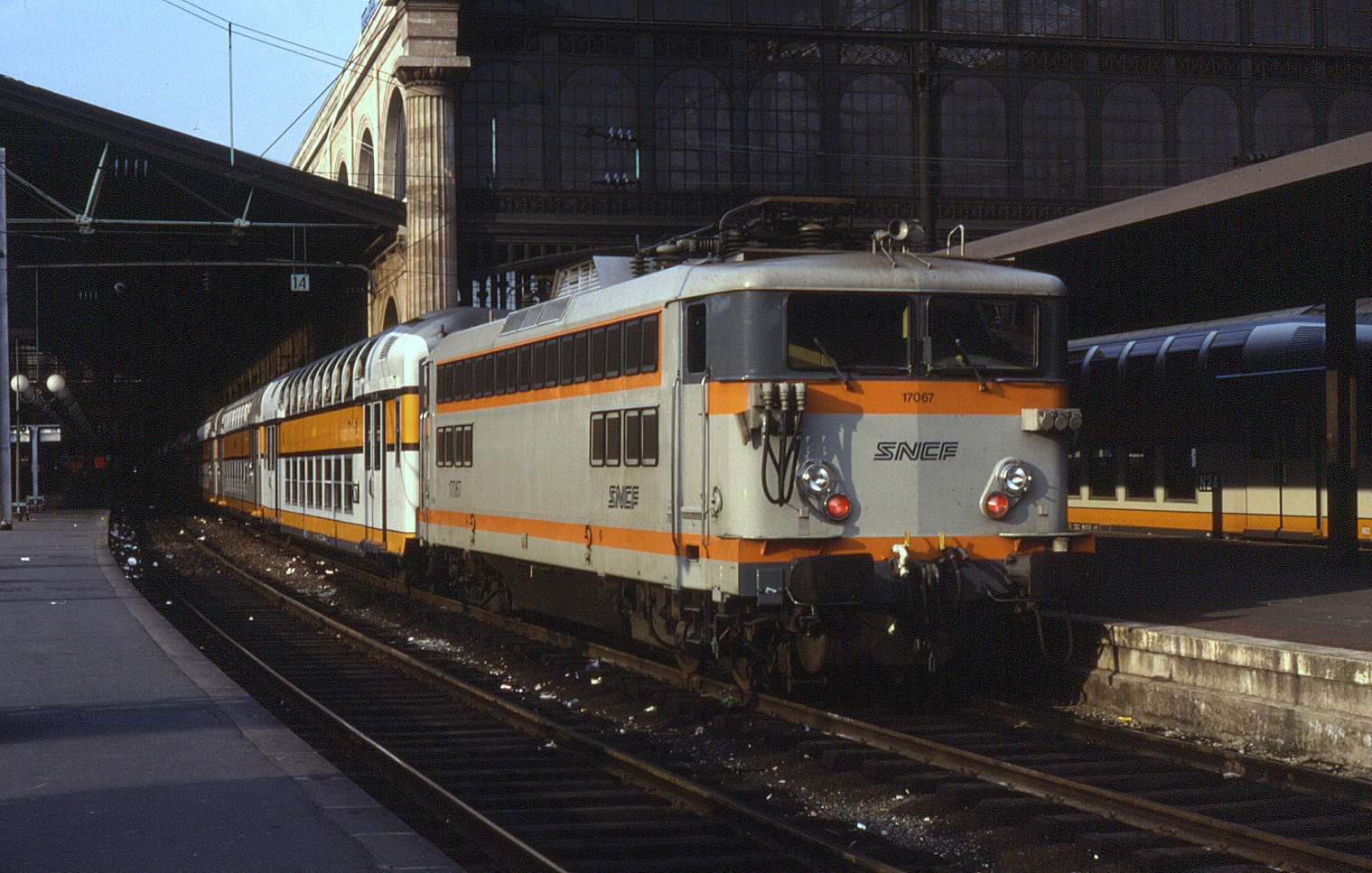
Locomotive BB 17067 et VB2N en livrée « béton ».
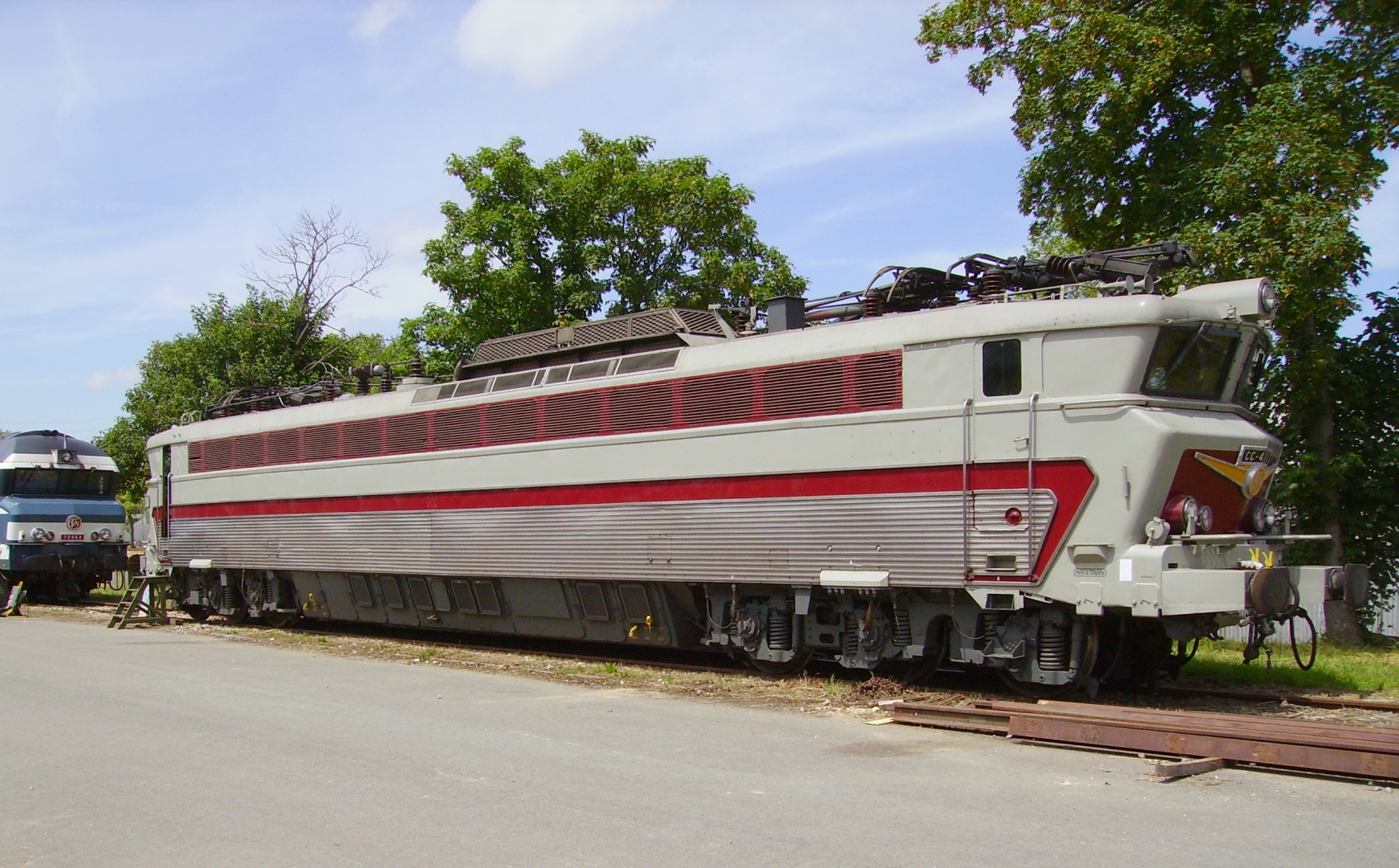
Locomotive quadricourant CC 40110.
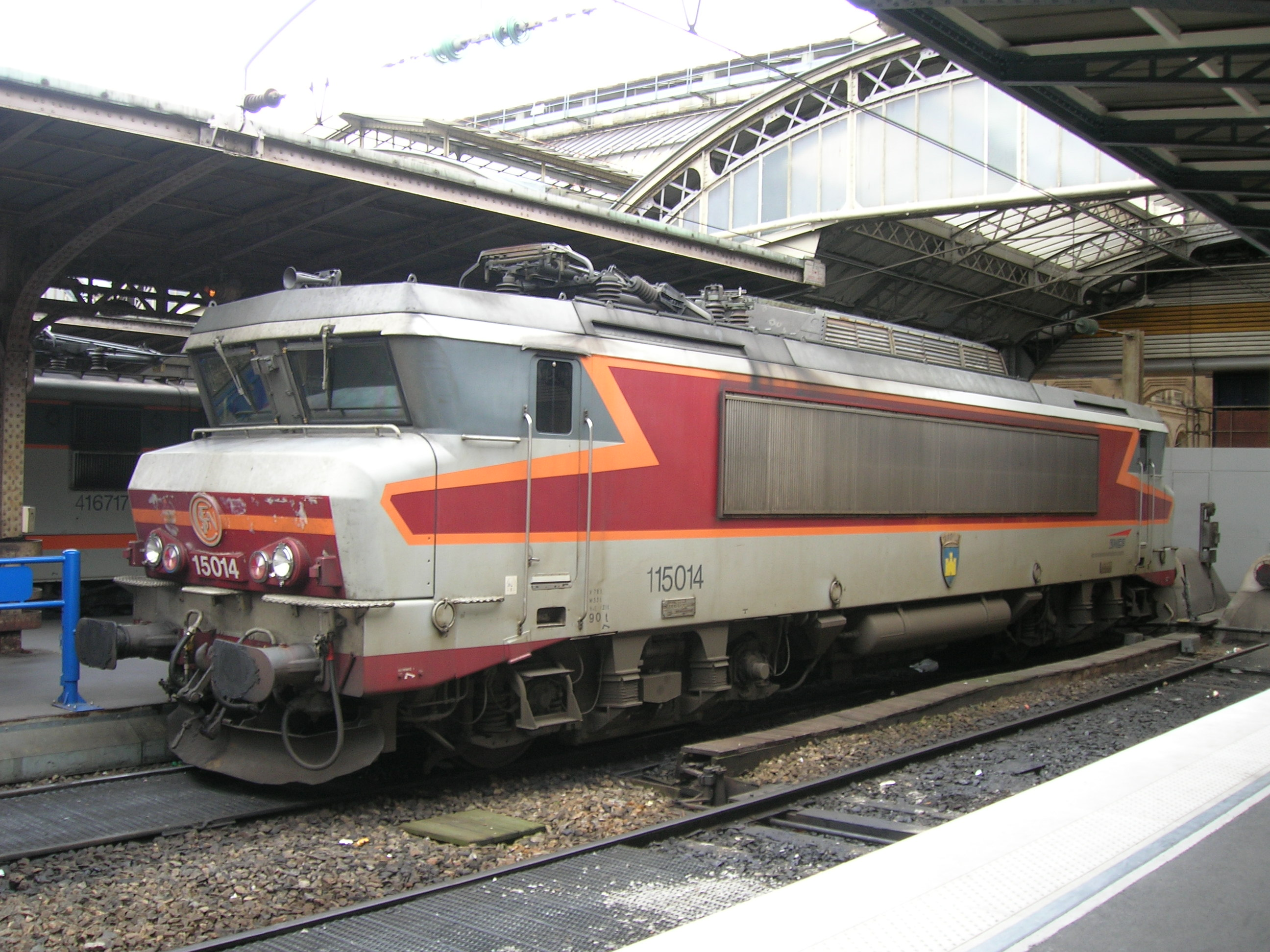
Locomotive BB 15000 en livrée « TEE Grand Confort ».

#### Engins thermiques
Arzens dessine et décore les locomotives CC 65000 dans les années 1950, montrant par cette réalisation son attachement aux locomotives à capots, courantes aux États-Unis. À la même époque, il finalise le dessin et la livrée des locomotives BB 66000 et suivantes. Sur les locomotives diesel de ligne BB 67000 et suivantes, A1AA1A 68000 et A1AA1A 68500, il impose la forme des persiennes de ventilation en forme de flèche. Sur les CC 72000, il reprend les formes générales des locos électriques CC 40100 et introduit sur les faces latérales le « Z Arzens » particulier à cette série de locomotives.
Paul Arzens conçoit les formes des autorails panoramiques mis en service à partir de 1959 et équipés d'un vistadôme central offrant aux voyageurs une vue panoramique sur le paysage, ainsi que celles des éléments automoteurs diesel livrés à partir de 1963. Les faces avant des ETG et RTG sont inspirées de l'Œuf, la livrée reprenant des nuances de gris et d'orange, des couleurs alors à la mode.
Au milieu des années 1980, Arzens dessine la livrée « manœuvres » à base de blanc, havane et orange. Elle est appliquée à de nombreuses locomotives diesel monocabines, des locotracteurs, ainsi qu'aux locomotives électriques CC 1100 de manœuvre modernisées.

Engins thermiques.
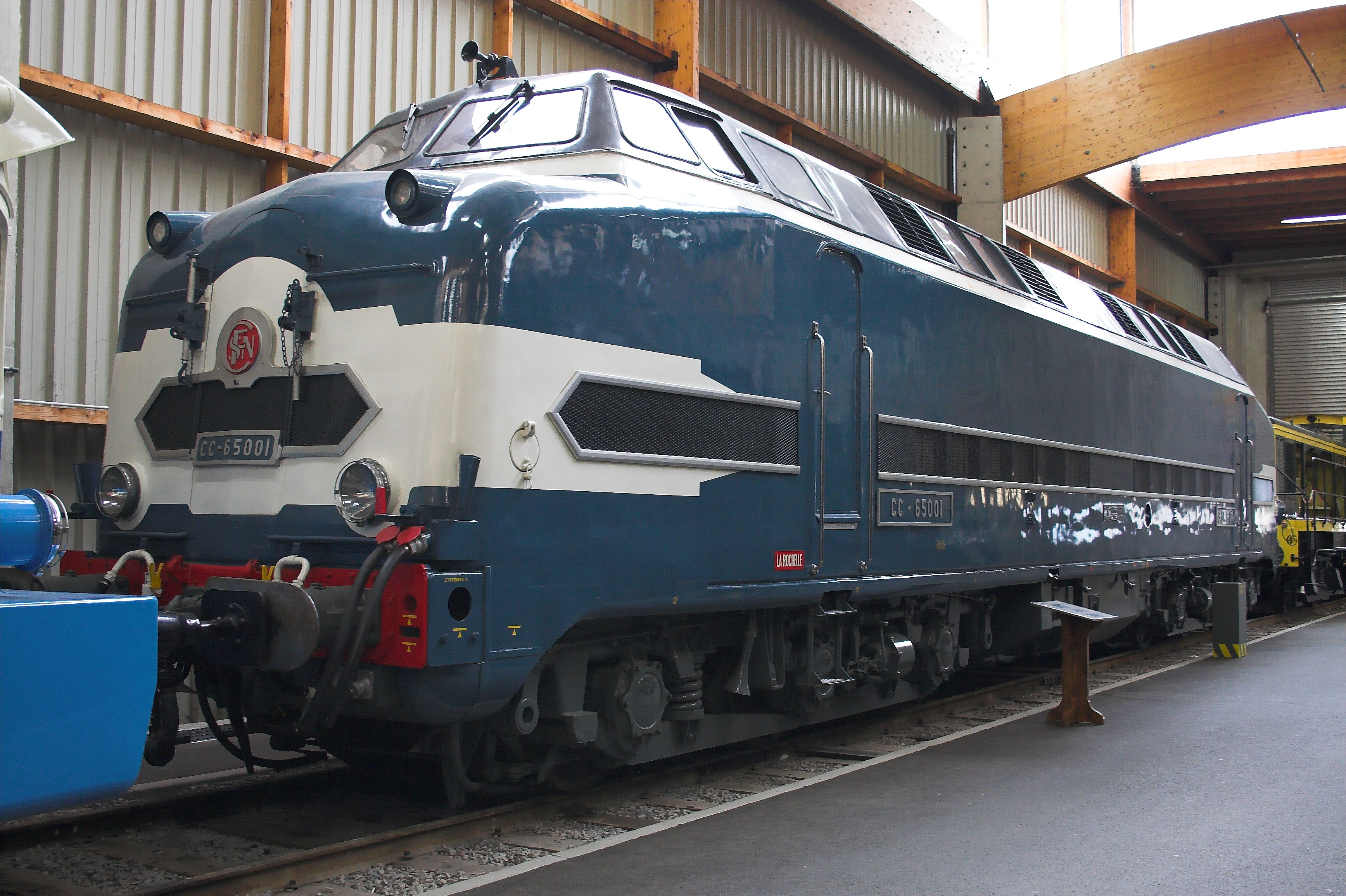
Locomotive diesel CC 65001 à la cité du train.
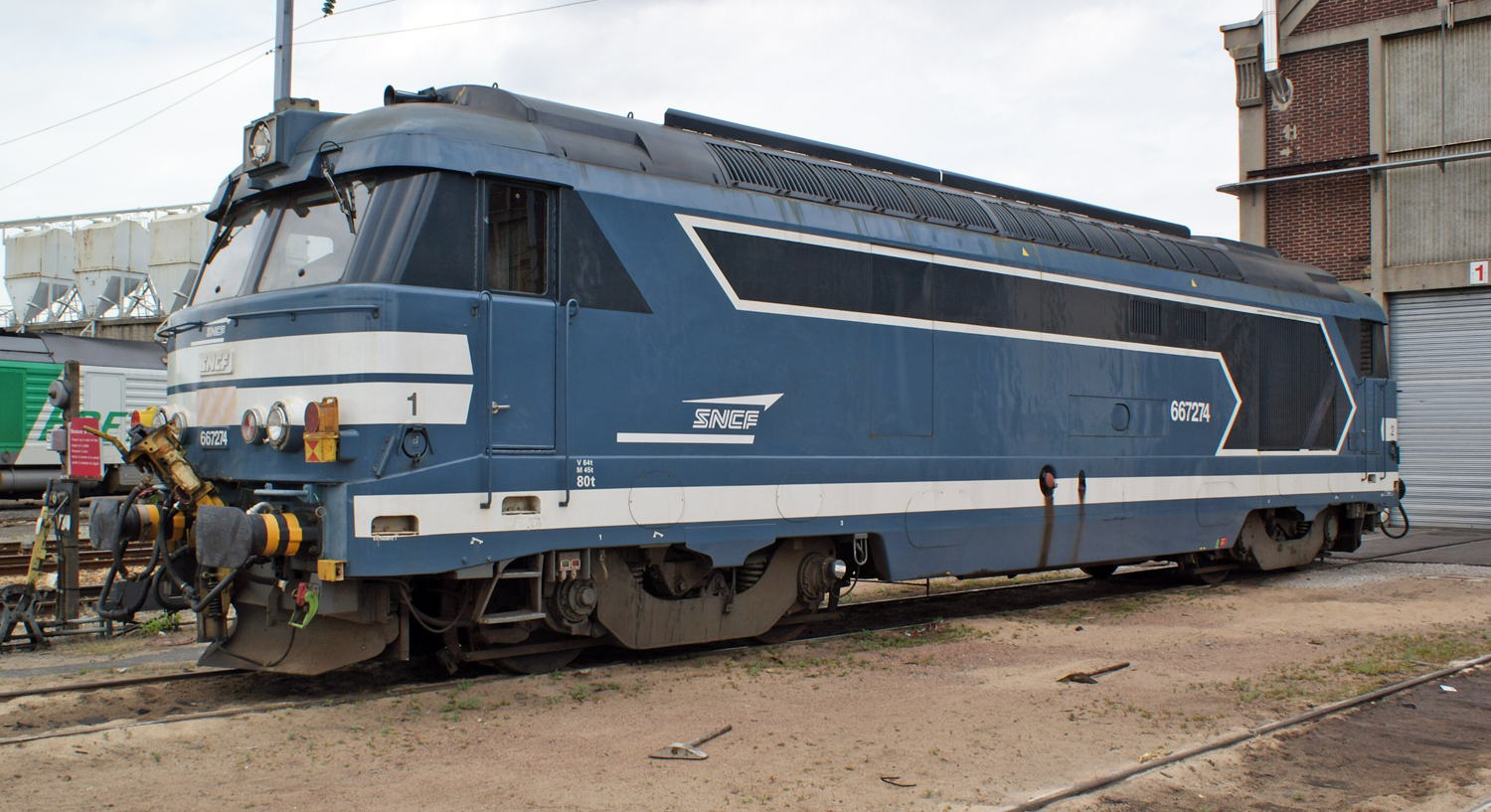
Locomotive diesel BB 67274.
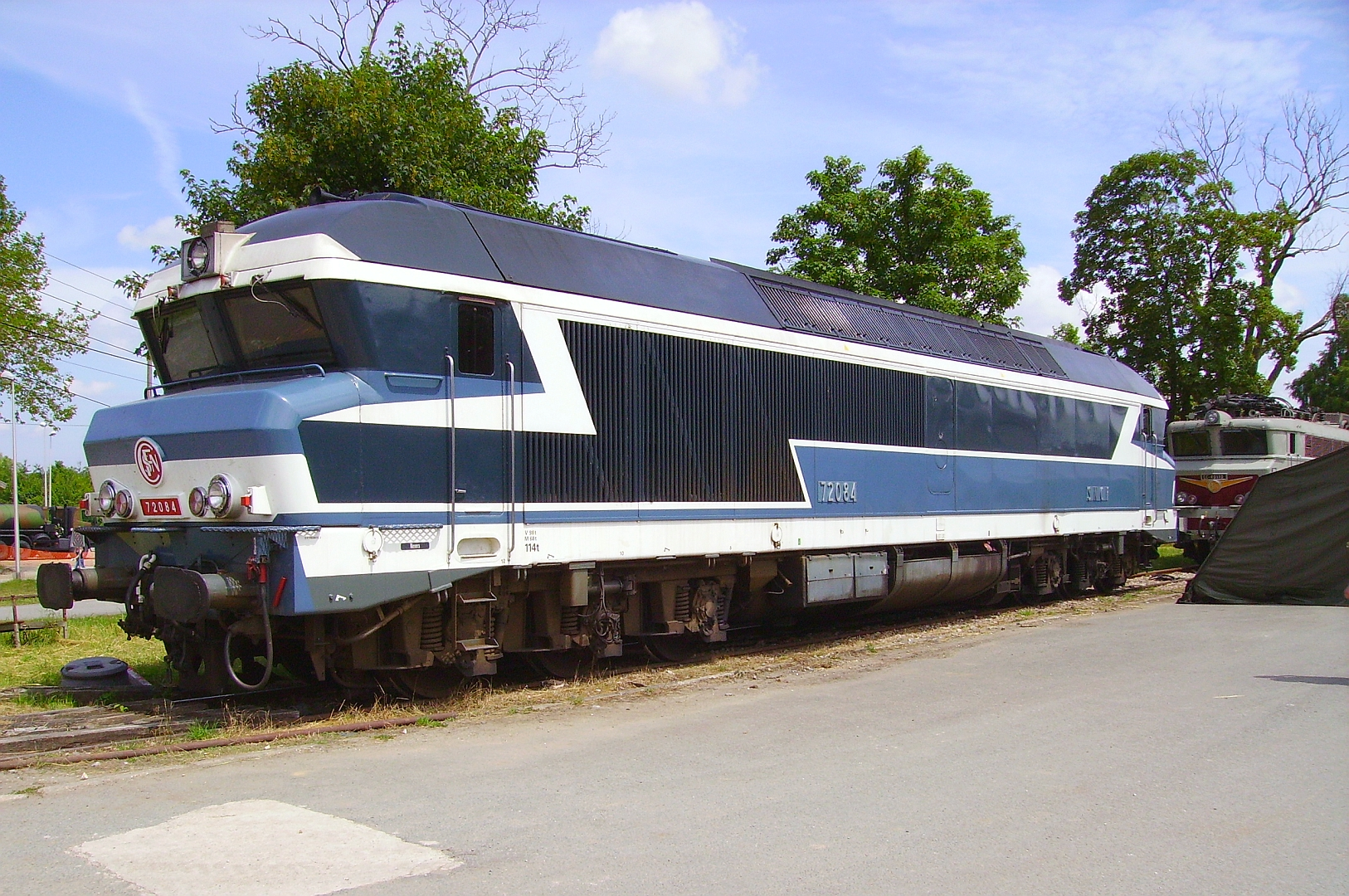
Locomotive diesel CC 72084 en livrée « Arzens » d'origine.
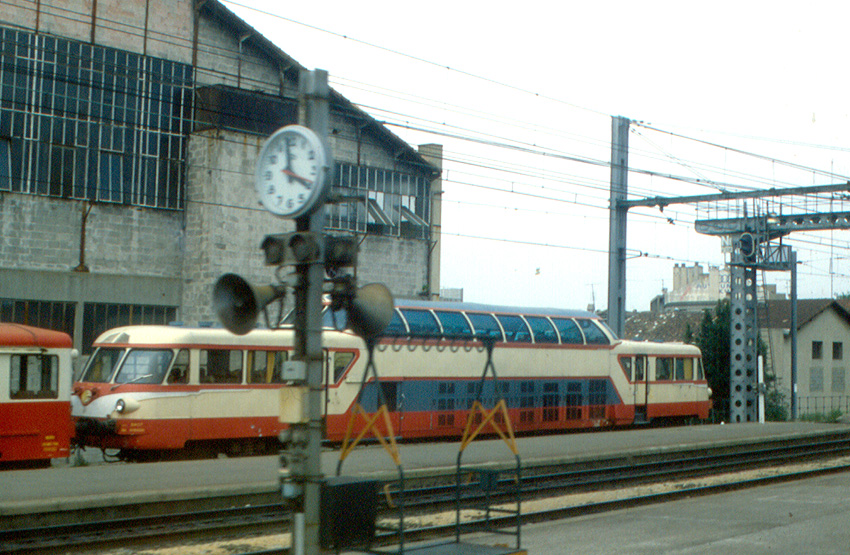
Autorail panoramique X 4200
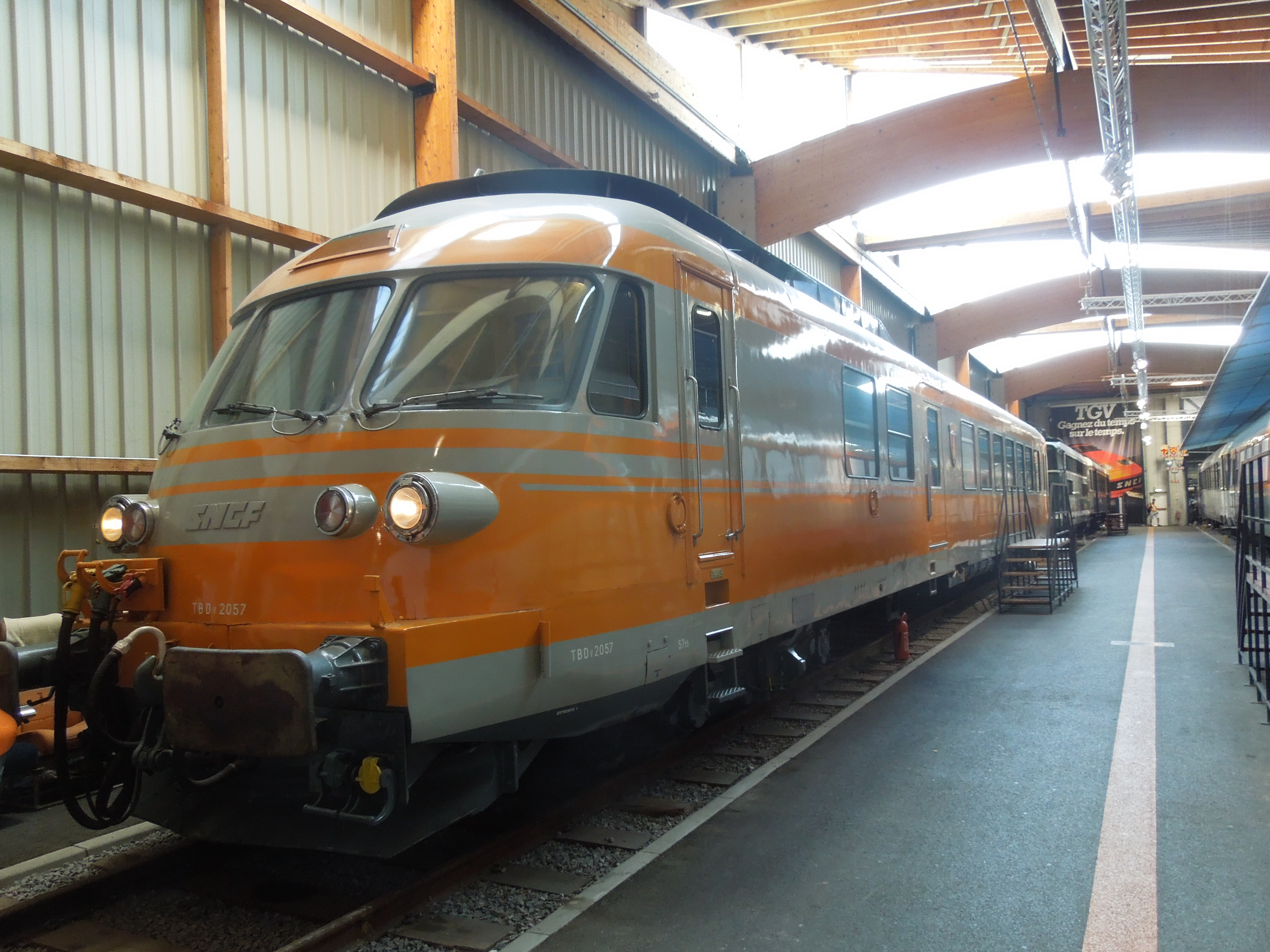
Motrice TB 2057 à turbine à gaz à la Cité du Train.
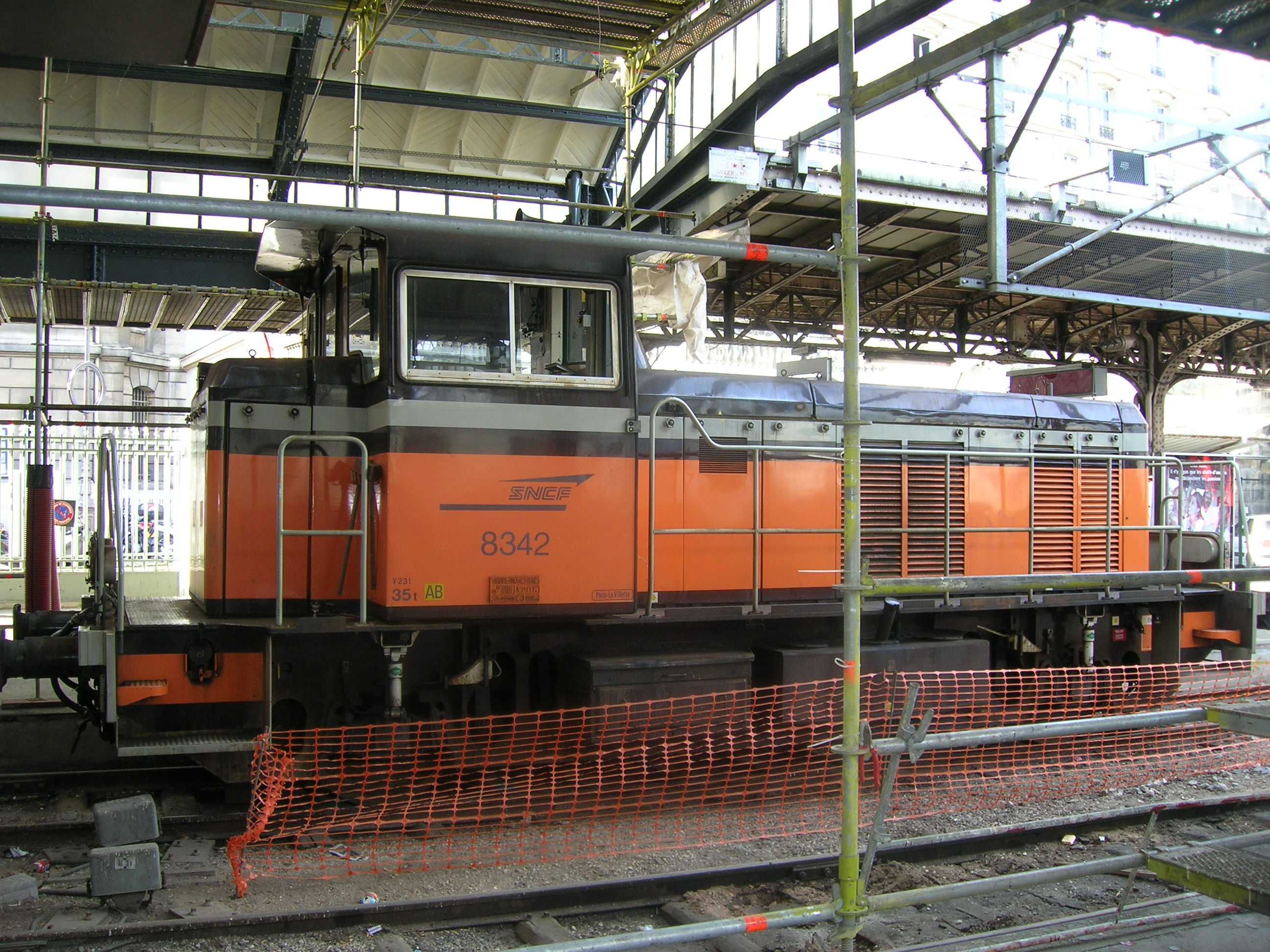
Locotracteur Y 8342.

#### Métro de Paris et RER
Arzens intervient également pour la RATP, concevant la face avant et la vitre galbée du matériel articulé puis du MF 67, ce dernier design étant étendu au MP 73 et à certaines séries du MS 61.

Matériel Métro.
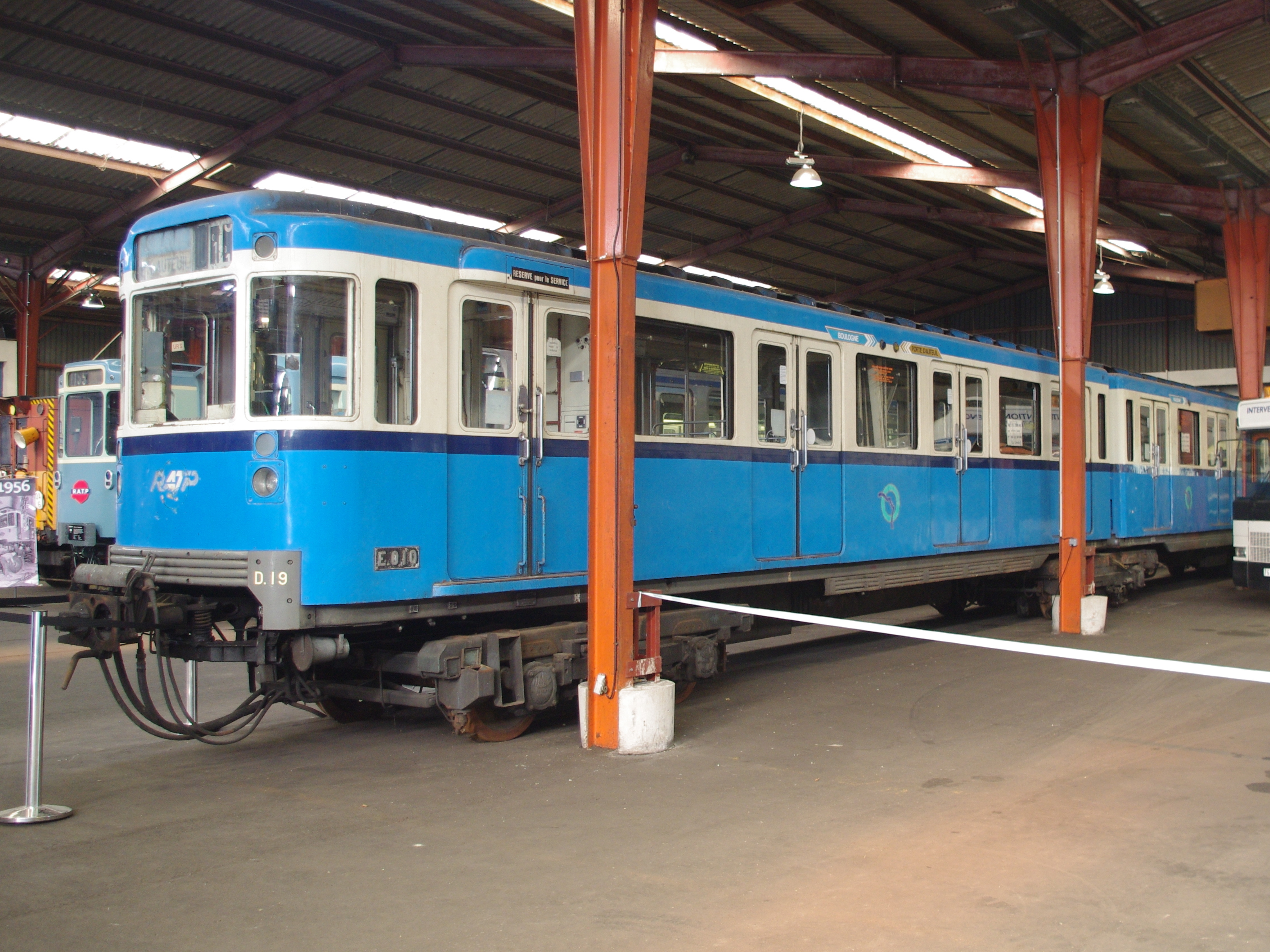
Matériel articulé.
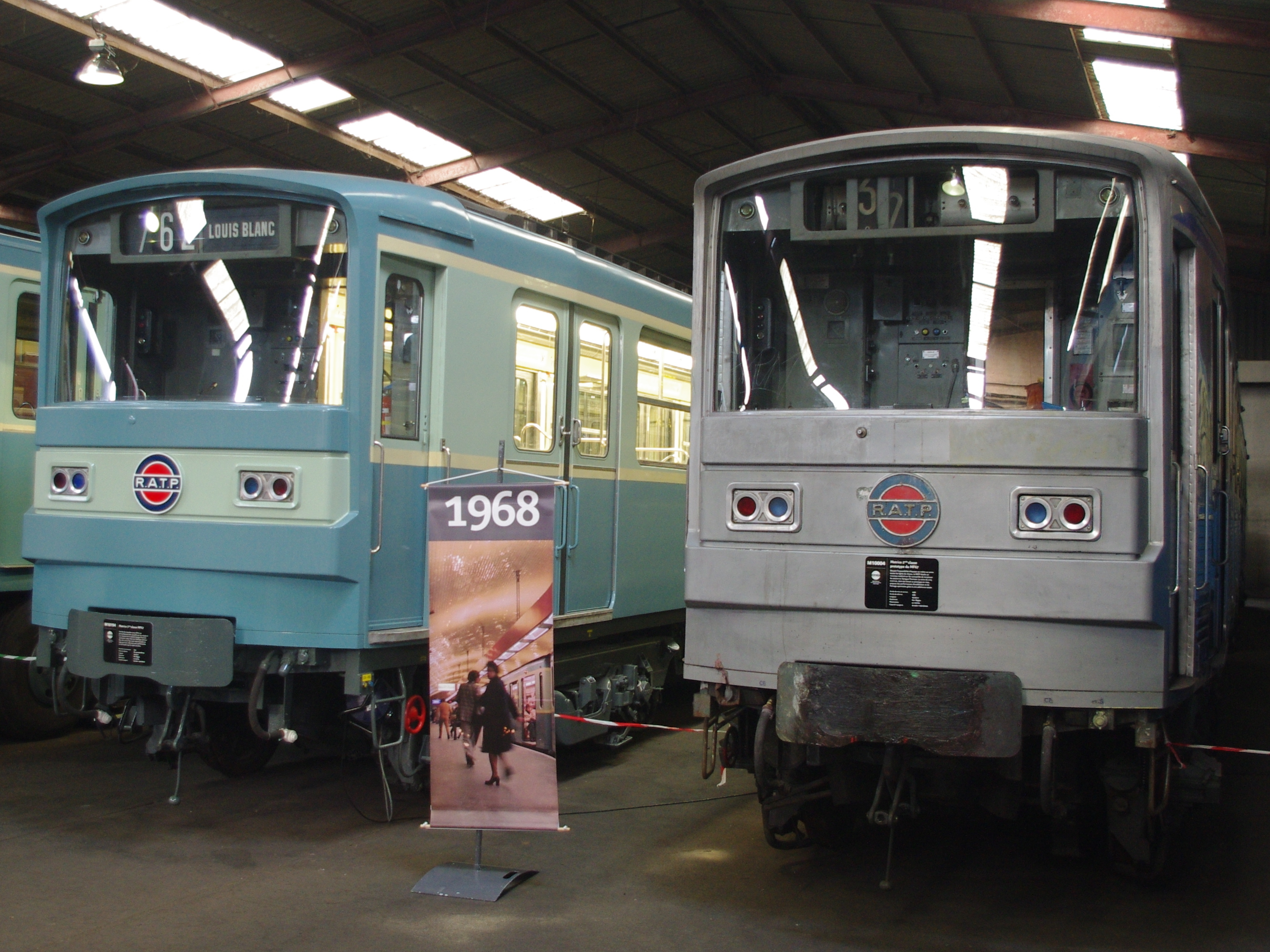
Face avant du MF 67.
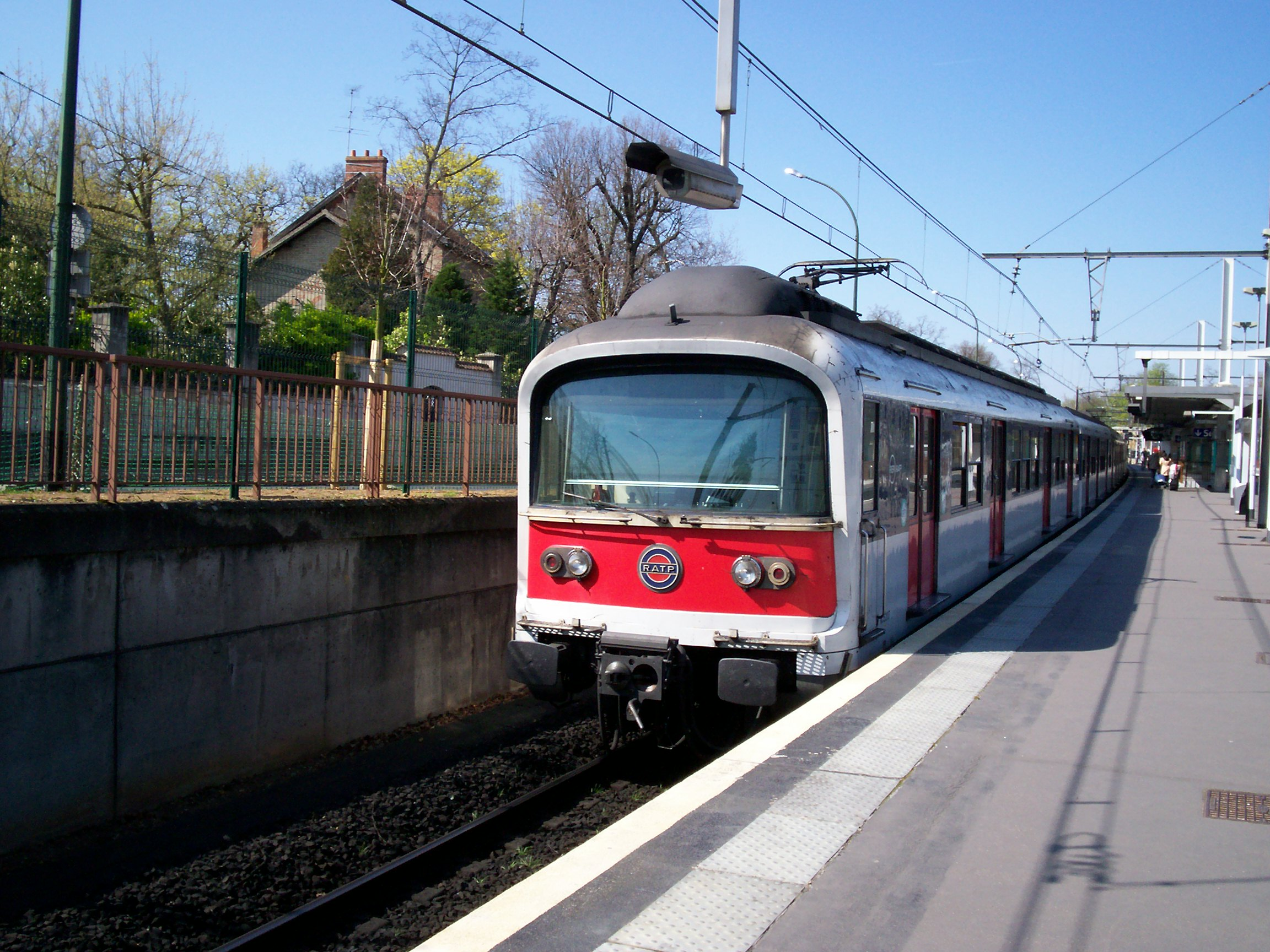
MS 61 série C/D.